# 馬堀村
馬堀村（まぼりむら）は、かつて新潟県西蒲原郡にあった村。1901年11月1日の合併によって消滅し、現在は新潟市西蒲区の一部となっている。
以下の記述は合併直前当時の旧馬堀村に関しての記述であり、現在では名称等が異なる場合がある。なお、ここに記述されていない内容に関しては新潟市などの記事を参照。

## 沿革
- 1889年（明治22年）4月1日 - 町村制施行に伴い西蒲原郡馬堀村、上中野村、桜林村が合併し、馬堀村が発足。
- 1901年（明治34年）11月1日 - 西蒲原郡漆山村、潟南村、佐渡山村（一部）と合併し、漆山村を新設して消滅。

## 地域
馬堀村は、合併した村名を継承する以下の大字で構成される。
馬堀（まぼり）
1889年（明治22年）まであった馬堀村の区域。現在の新潟市西蒲区馬堀。
桜林（さくらばやし）

1889年（明治22年）まであった桜林村の区域。現在の新潟市西蒲区桜林。
上中野（かみなかの）
1889年（明治22年）まであった上中野村の区域。現在の新潟市西蒲区栄町。